# Inventari forestal
inventari forestal és una avaluació dels recursos forestals en un moment donat. A més de l'espècie i el diàmetre de cada arbre inventariat, altres paràmetres en poden ser identificats, com ara l'alçada del suport, el tipus de sòl, d'herba, etc. Aquesta informació és la més georeferenciada. El diàmetre en què els arbres són inventariats s'anomena diàmetre prerecompte.

## Mètodes d'inventari
Els mètodes d'inventari es diferencien en dues categories: els inventaris de peu a peu, en què tots els arbres estan inventariats, i les estadístiques d'inventari, en què només una porció del bosc és inventariat.

## Inventari de peu a peu
En el cas d'un d'inventari de peu a peu, tots els arbres del bosc són identificats i registrats.

## Inventari estadístic
Un inventari estadístic consisteix a triar una sèrie de parcel·les d'àrea fixa, distribuïdes per tot el bosc o suport. Aquestes parcel·les són generalment distribuïdes uniformement (quadrícula).
El nombre de parcel·les d'inventari per a mesurar un paràmetre (com ara, l'àrea basal del faig, per exemple) amb una precisió donada, està determinada per la variabilitat d'aquest paràmetre al bosc i no la superfície d'aquesta. Com a resultat, és necessari que algunes parcel·les inventarien una gran massa homogènia, amb relació a una petita muntanya molt variada.
Aquest tipus d'inventari es pot dur a terme per tal d'aconseguir el desenvolupament de la gestió d'un bosc, o disposar d'estadístiques de l'escala d'un territori (regió, país, etc.).

## Material

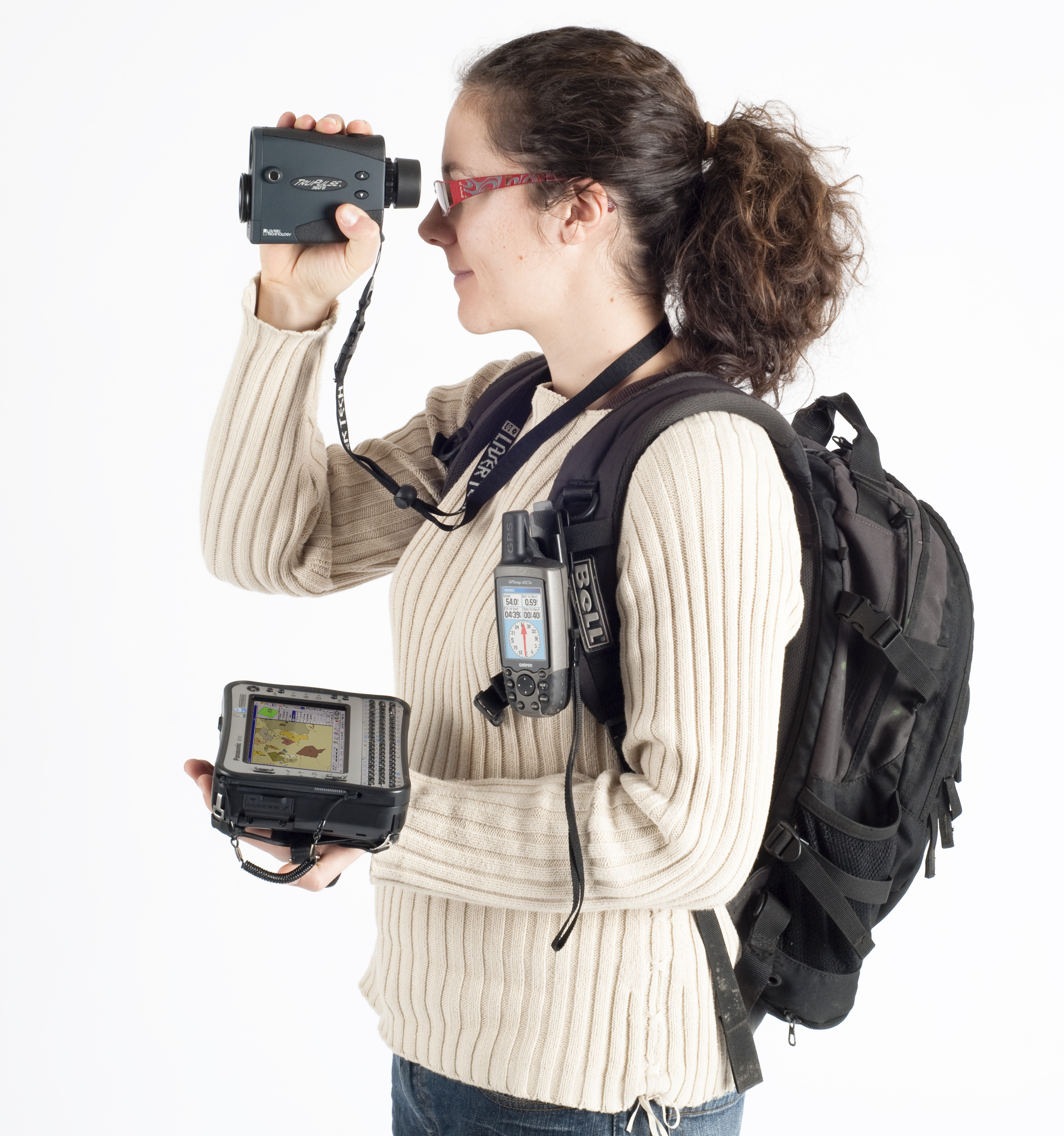
Exemple de materials per als inventaris forestals (tecnologia Field-Map)

Els materials tradicionals (brúixola, topòfil, peu de rei, relascopi, dendròmetre) van canviant-se per equips electrònics. L'equip de camp pot recuperar les dades directament de mesura amb eines com ara: GPS, telèmetre làser, brúixola, etc.
Es pot utilitzar sistemes complets per a la recollida i tractament de les dades de camp. Permeten mesuraments fàcils i càlculs dendromètrics.

## Evolució en el temps
Els inventaris d'interessos segueixen l'evolució d'un bosc en el temps, mitjançant la comparació dels inventaris successius. En el cas de les estadístiques d'inventari, es pot triar entre parcel·les temporals, i parcel·les permanents. Les parcel·les permanents són idèntiques d'un inventari a un altre, mentre que les parcel·les temporals se seleccionen independentment per a un inventari dels elegits entre els inventaris anteriors.